# Football Club de Nantes 2024-2025 (femminile)
Questa voce raccoglie le informazioni riguardanti la squadra femminile dell Football Club de Nantes nelle competizioni ufficiali della stagione 2024-2025.

## Stagione
Per la stagione 2024-2025, la prima in massima serie, il club gialloverde conferma Nicolas Chabot alla guida della squadra e tredici calciatrici dell'annata precedente.

## Divise e sponsor
Le divise sono le stesse usate dalla sezione maschile nella stessa stagione sportiva, con l'unica differenza riguardante il main sponsor frontale: WIPT al posto di Synergie.
La maglia home, presentata ufficialmente il 30 maggio 2024, è un omaggio alla divisa dell'annata 1994-1995. Vede infatti il ritorno delle bande verdi su sfondo giallo, ma con un'andatura obliqua e decorate con degli ermellini. Lo scollo è a "V rientrato" e segna una rottura nella tradizione delle maglie dei gialloverdi.
La maglia da trasferta, soprannominata territory, si presenta invece completamente nera con colletto e maniche gialle e vari riferimenti alla città di Nantes: il quattrocentesco Castello dei duchi di Bretagna, il neoclassico Teatro dell'opera Graslin, il grattacielo Tour Bretagne, l'arcata del Passage Pommeraye, la gru gialla, la bandiera bretone e lo Stadio della Beaujoire.
|  | Casa | Trasferta |

## Organigramma societario
Organigramma societario tratto dal sito ufficiale.
Area direttiva
- Presidente: Jacky Soulard
- Coordinatore sportivo: Nicolas Chabot
- Direttore del settore giovanile: Jérémy Labbé
- Team manager: Anaïs Messager
- Community manager: Nathalie Quérouil

Area tecnica
- Allenatore: Nicolas Chabot
- Allenatore in seconda: Nicolas Menard
- Preparatore dei portieri: Fabienne Varenne
- Preparatore atletico: Maxime Desmars

Area medica
- Medico sociale: Elise Barnarndeau
- Fisioterapista: Lucie Beaufreton
- Osteopata: Claire Lossec
- Podologo: Cécile Bernot
- Psicologo: Marie Gomez

Area video
- Analista: Quentin River

## Rosa
Aggiornata al 6 ottobre 2024.
| N. |                        | Ruolo | Calciatore          |
| -- | ---------------------- | ----- | ------------------- |
| 1  | Canada (bandiera)      | P     | Emily Burns         |
| 2  | Porto Rico (bandiera)  | C     | Danielle Marcano    |
| 3  | Porto Rico (bandiera)  | D     | Caitlin Cosme       |
| 4  | Francia (bandiera)     | D     | Maureen Cosson      |
| 5  | Francia (bandiera)     | D     | Julie Pasquereau    |
| 6  | Francia (bandiera)     | C     | Manon Uffren        |
| 7  | Turchia (bandiera)     | C     | Lalia Storti        |
| 8  | Francia (bandiera)     | C     | Juliette Mossard    |
| 9  | Stati Uniti (bandiera) | A     | Samiah Phiri        |
| 9  | Francia (bandiera)     | A     | Kelly Gago          |
| 10 | Francia (bandiera)     | A     | Camille Robillard   |
| 11 | Haiti (bandiera)       | A     | Roseline Éloissaint |
| 12 | Ucraina (bandiera)     | P     | Kateryna Boklač     |
| 14 | Camerun (bandiera)     | D     | Inès Maague         |
| 15 | Nigeria (bandiera)     | A     | Chinaza Uchendu     |

| N. |                         | Ruolo | Calciatore        |
| -- | ----------------------- | ----- | ----------------- |
| 16 | Stati Uniti (bandiera)  | P     | Emily Dolan       |
| 17 | Francia (bandiera)      | A     | Julie Rabanne     |
| 18 | Francia (bandiera)      | C     | Lalie Rageot      |
| 19 | Francia (bandiera)      | A     | Naomie Vagre      |
| 20 | Algeria (bandiera)      | C     | Amira Ould Braham |
| 21 | Francia (bandiera)      | A     | Louise Fleury     |
| 22 | Spagna (bandiera)       | D     | Andrea Recio      |
| 23 | Francia (bandiera)      | C     | Thelma Eninger    |
| 27 | Portogallo (bandiera)   | D     | Nelly Rodrigues   |
| 28 | Francia (bandiera)      | D     | Éva Frémaux       |
| 29 | RD del Congo (bandiera) | A     | Éva Sumo          |
| 30 | Slovenia (bandiera)     | C     | Manja Rogan       |
| 33 | Francia (bandiera)      | A     | Mathilde La Posta |
| 40 | Francia (bandiera)      | P     | Lisa Lebrun       |

## Calciomercato

### Sessione estiva(dal 1º luglio al 31 agosto)
| Acquisti         | Acquisti            | Acquisti        | Acquisti   |
| R.               | Nome                | da              | Modalità   |
| ---------------- | ------------------- | --------------- | ---------- |
| P                | Emily Dolan         | Espanyol        | definitivo |
| D                | Caitlin Cosme       | Stjarnan        | definitivo |
| D                | Inès Maague         | Amazones FAP    | definitivo |
| D                | Andrea Recio        | Atlético Madrid | definitivo |
| D                | Julie Pasquereau    | Stade Reims     | definitivo |
| C                | Danielle Marcano    | FOMGET          | definitivo |
| C                | Mélissa Béthi       | Olympique Lione | definitivo |
| C                | Thelma Eninger      | Stade Reims     | definitivo |
| A                | Roseline Éloissaint | Strasburgo      | definitivo |
| A                | Kelly Gago          | Parma           | definitivo |
| A                | Louise Fleury       | Paris FC        | definitivo |
| A                | Julie Rabanne       | Lilla           | definitivo |
| A                | Éva Sumo            | Le Havre        | definitivo |
| A                | Naomie Vagre        | Le Mans         | definitivo |
| A                | Chinaza Uchendu     | Galatasaray     | definitivo |
| Altre operazioni |                     |                 |            |
| R.               | Nome                | da              | Modalità   |

| Cessioni         | Cessioni             | Cessioni            | Cessioni   |
| R.               | Nome                 | a                   | Modalità   |
| ---------------- | -------------------- | ------------------- | ---------- |
| P                | Mélodie Carré        |                     | ritiro     |
| P                | Emma Durand          | Marshall University | definitivo |
| D                | Maureen Umeugochukwu | Saint-Malo          | definitivo |
| D                | Riley West           |                     | svincolata |
| C                | Margaux Bueno        |                     | ritiro     |
| C                | Mélinne D'Oria       | Le Mans             | definitivo |
| C                | Sylia Koui           | Bondy               | definitivo |
| C                | Clémence Merckling   | Rennes Bréquigny    | definitivo |
| C                | Romane Renier        |                     | svincolata |
| C                | Sarah Zahot          | Rousset             | definitivo |
| C                | Mélissa Béthi        | Metz                | prestito   |
| A                | Carla Cosme          | Albi Marssac        | definitivo |
| A                | Dona Scannapieco     | Olympique Marsiglia | definitivo |
| A                | Christabel Oduro     | Amed                | definitivo |
| A                | Kévine Ossol         |                     | svincolata |
| A                | Mafille Woedikou     | GPO Kastorias       | definitivo |
| Altre operazioni |                      |                     |            |
| R.               | Nome                 | a                   | Modalità   |

### Sessione invernale(dal 1º gennaio al 31 gennaio)
| Acquisti         | Acquisti        | Acquisti            | Acquisti   |
| R.               | Nome            | da                  | Modalità   |
| ---------------- | --------------- | ------------------- | ---------- |
| P                | Kateryna Boklač | Olympique Marsiglia | definitivo |
| C                | Manja Rogan     | Panathīnaïkos       | definitivo |
| A                | Samiah Phiri    | Pittsburgh Panters  | definitivo |
| Altre operazioni |                 |                     |            |
| R.               | Nome            | da                  | Modalità   |

| Cessioni         | Cessioni    | Cessioni      | Cessioni   |
| R.               | Nome        | a             | Modalità   |
| ---------------- | ----------- | ------------- | ---------- |
| P                | Emily Dolan |               | svincolata |
| D                | Éva Frémaux | Halifax Tides | definitivo |
| D                | Inès Maague | Orléans       | prestito   |
| A                | Kelly Gago  | Everton       | definitivo |
| Altre operazioni |             |               |            |
| R.               | Nome        | a             | Modalità   |

## Risultati

### Première Ligue

#### Prima fase

##### Girone di andata
| Arbitro: | Fournier |

|  |           |           |
|  | Marcatori | 8’ Uffren |

| Arbitro: | El Bour |

|  |           |           |
|  | Marcatori | 2’ Caputo |

| Arbitro: | Bessière |

|  |           |          |
|  | Marcatori | 20’ Gago |

| Arbitro: | Vanderstichel |

|  |           |           |
|  | Marcatori | 3’ Geyoro |

| Arbitro: | Fournier |

|                   |           |                                  |
| Corboz 76’ (rig.) | Marcatori | 52’ Rabanne 54’ Gago 65’ Mossard |

| Nantes 2 novembre 2024, ore 17:00 CET 6ª giornata | Nantes  | 0 – 0 referto | Paris FC | Stadio Marcel Saupin (1 700 spett.)\| Arbitro: \| El Bour \| |
| Arbitro:                                          | El Bour |               |          |                                                              |

| Arbitro: | Daupeux |

|  |           |                     |
|  | Marcatori | 4’ Wu 69’ Jedlińska |

| Arbitro: | Vanderstichel |

|             |           |  |
| Onumonu 70’ | Marcatori |  |

| Arbitro: | Gerbel |

|            |           |                          |
| Azzaro 18’ | Marcatori | 13’ Fleury 85’ Éloissant |

| Nantes 7 dicembre 2024, ore 17:00 CET 10ª giornata | Nantes        | 0 – 0 referto | Fleury | Stadio Marcel Saupin (757 spett.)\| Arbitro: \| Vanderstichel \| |
| Arbitro:                                           | Vanderstichel |               |        |                                                                  |

| Arbitro: | Rochebiliere |

|                                                  |           |               |
| Dumornay 11’, 24’ Horan 22’ Gilles 31’ Majri 74’ | Marcatori | 53’ Robillard |

##### Girone di ritorno
| Arbitro: | Collin |

|                        |           |              |
| Cosme 5’ Mossard 90+1’ | Marcatori | 75’ Péniguel |

| Arbitro: | Kocher |

|             |           |              |
| Marcano 66’ | Marcatori | 85’ Bourgain |

| Arbitro: | El Bour |

|                |           |                                  |
| Caputo 7’, 76’ | Marcatori | 16’ Fleury 82’ (aut.) Champagnac |

| Arbitro: | Bessiere |

|                      |           |                      |
| Rabanne 2’ Vagre 29’ | Marcatori | 21’ Cance 31’ Adjabi |

| Parigi 1º marzo 2025, ore 17:00 CET 16ª giornata | Paris FC | 0 – 0 referto | Nantes | Stadio Sébastien Charléty (1 370 spett.)\| Arbitro: \| Beyer \| |
| Arbitro:                                         | Beyer    |               |        |                                                                 |

| Nantes 15 marzo 2025, ore 14:00 CET 17ª giornata | Nantes  | 0 – 0 referto | Strasburgo | Stadio Marcel Saupin (731 spett.)\| Arbitro: \| El Bour \| |
| Arbitro:                                         | El Bour |               |            |                                                            |

| Arbitro: | Kocher |

|                            |           |                  |
| Pasquereau 7’ Cosson 90+3’ | Marcatori | 75’, 85’ Kadzere |

| Arbitro: | Bessiere |

|                                      |           |  |
| Wu 17’ Jedlińska 53’ Terchoun 90+10’ | Marcatori |  |

| Arbitro: | El Bour |

|                                                        |           |  |
| Fernandes 37’ Martins 47’ Robert 53’ Dafeur 63’ (rig.) | Marcatori |  |

| Arbitro: | Bessiere |

|  |           |                          |
|  | Marcatori | 39’ Däbritz 74’ Wandeler |

| Arbitro: | Kocher |

|              |           |  |
| Echegini 11’ | Marcatori |  |

### Coppa di Francia
| Arbitro: | Gerbel |

|  |           |                            |
|  | Marcatori | 39’, 47’ Rabanne 78’ Cosme |

| Arbitro: | Rochebilière |

|             |           |                                                                |
| Marcano 30’ | Marcatori | 9’ Traoré 15’ Echegini 48’ Elimbi 51’ Albert 61’, 89’ Leuchter |

## Statistiche

### Statistiche di squadra
| Competizione     | Punti | In casa | In casa | In casa | In casa | In casa | In casa | In trasferta | In trasferta | In trasferta | In trasferta | In trasferta | In trasferta | Totale | Totale | Totale | Totale | Totale | Totale | DR  |
| Competizione     | Punti | G       | V       | N       | P       | Gf      | Gs      | G            | V            | N            | P            | Gf           | Gs           | G      | V      | N      | P      | Gf     | Gs     | DR  |
| ---------------- | ----- | ------- | ------- | ------- | ------- | ------- | ------- | ------------ | ------------ | ------------ | ------------ | ------------ | ------------ | ------ | ------ | ------ | ------ | ------ | ------ | --- |
| Première Ligue   | 23    | 11      | 1       | 6       | 4       | 7       | 12      | 11           | 4            | 2            | 5            | 10           | 18           | 22     | 5      | 8      | 9      | 17     | 30     | -13 |
| Coppa di Francia | -     | 1       | 0       | 0       | 1       | 1       | 6       | 1            | 1            | 0            | 0            | 3            | 0            | 2      | 1      | 0      | 1      | 4      | 6      | -2  |
| Totale           | -     | 12      | 1       | 6       | 5       | 8       | 18      | 12           | 5            | 2            | 5            | 13           | 18           | 24     | 6      | 8      | 10     | 21     | 36     | -15 |

### Andamento in campionato
| Giornata  | 1 | 2 | 3 | 4 | 5 | 6 | 7 | 8 | 9 | 10 | 11 | 12 | 13 | 14 | 15 | 16 | 17 | 18 | 19 | 20 | 21 | 22 |
| --------- | - | - | - | - | - | - | - | - | - | -- | -- | -- | -- | -- | -- | -- | -- | -- | -- | -- | -- | -- |
| Luogo     | T | C | T | C | T | C | C | T | T | C  | T  | C  | C  | T  | C  | T  | C  | C  | T  | T  | C  | T  |
| Risultato | V | P | V | P | V | N | P | P | V | N  | P  | V  | N  | N  | N  | N  | N  | N  | P  | P  | P  | P  |
| Posizione | 5 | 5 | 5 | 6 | 5 | 7 | 8 | 8 | 8 | 8  | 8  | 7  | 7  | 7  | 6  | 7  | 7  | 7  | 7  | 7  | 7  | 7  |

Fonte: (FR) Classement - Arkema Première Ligue, su fff.fr. URL consultato il 7 maggio 2025.
Legenda:

Luogo: C = Casa; T = Trasferta. Risultato: V = Vittoria; N = Pareggio; P = Sconfitta.

### Statistiche delle giocatrici
Sono in corsivo le calciatrici che hanno lasciato la società a stagione in corso.
| Giocatore      | Première Ligue | Première Ligue | Première Ligue | Première Ligue | Coppa di Francia | Coppa di Francia | Coppa di Francia | Coppa di Francia | Totale   | Totale | Totale      | Totale     |
| Giocatore      | Presenze       | Reti           | Ammonizioni    | Espulsioni     | Presenze         | Reti             | Ammonizioni      | Espulsioni       | Presenze | Reti   | Ammonizioni | Espulsioni |
| -------------- | -------------- | -------------- | -------------- | -------------- | ---------------- | ---------------- | ---------------- | ---------------- | -------- | ------ | ----------- | ---------- |
| L. Boisset     | 0              | 0              | 0              | 0              | -                | -                | -                | -                | 0        | 0      | 0           | 0          |
| E. Burns       | 22             | -30            | 2              | 0              | 1                | -6               | 0                | 0                | 23       | -36    | 2           | 0          |
| K. Boklač      | 0              | 0              | 0              | 0              | -                | -                | -                | -                | 0        | 0      | 0           | 0          |
| C. Cosme       | 18             | 1              | 4              | 0              | 2                | 1                | 0                | 0                | 20       | 2      | 4           | 0          |
| M. Cosson      | 21             | 1              | 3              | 1              | 2                | 0                | 0                | 0                | 23       | 1      | 3           | 1          |
| E. Dolan       | 0              | 0              | 0              | 0              | -                | -                | -                | -                | 0        | 0      | 0           | 0          |
| R. Éloissant   | 14             | 1              | 0              | 0              | 1                | 0                | 0                | 0                | 15       | 1      | 0           | 0          |
| T. Eninger     | 9              | 0              | 0              | 0              | 1                | 0                | 0                | 0                | 10       | 0      | 0           | 0          |
| É. Frémaux     | 2              | 0              | 1              | 0              | -                | -                | -                | -                | 2        | 0      | 1           | 0          |
| L. Fleury      | 20             | 2              | 2              | 0              | 2                | 0                | 0                | 0                | 22       | 2      | 2           | 0          |
| K. Gago        | 10             | 2              | 1              | 0              | -                | -                | -                | -                | 10       | 2      | 1           | 0          |
| M. La Posta    | 0              | 0              | 0              | 0              | -                | -                | -                | -                | 0        | 0      | 0           | 0          |
| L. Lebrun      | 0              | 0              | 0              | 0              | 1                | -0               | 0                | 0                | 1        | 0      | 0           | 0          |
| D. Marcano     | 21             | 1              | 0              | 0              | 2                | 1                | 0                | 0                | 23       | 2      | 0           | 0          |
| I. Maague      | -              | -              | -              | -              | -                | -                | -                | -                | -        | -      | -           | -          |
| J. Mossard     | 22             | 2              | 0              | 0              | 2                | 0                | 1                | 0                | 24       | 2      | 1           | 0          |
| A. Ould Braham | 17             | 0              | 6              | 0              | 2                | 0                | 0                | 0                | 19       | 0      | 6           | 0          |
| J. Pasquereau  | 17             | 1              | 0              | 0              | 1                | 0                | 0                | 0                | 18       | 1      | 0           | 0          |
| S. Phiri       | 4              | 0              | 0              | 0              | -                | -                | -                | -                | 4        | 0      | 0           | 0          |
| J. Rabanne     | 22             | 2              | 3              | 0              | 2                | 2                | 0                | 0                | 24       | 4      | 3           | 0          |
| L. Rageot      | 12             | 0              | 0              | 0              | 1                | 0                | 0                | 0                | 13       | 0      | 0           | 0          |
| A. Recio       | 12             | 0              | 0              | 0              | 2                | 0                | 1                | 0                | 14       | 0      | 1           | 0          |
| C. Robillard   | 18             | 1              | 0              | 0              | 1                | 0                | 0                | 0                | 19       | 1      | 0           | 0          |
| N. Rodrigues   | 16             | 0              | 0              | 0              | 2                | 0                | 1                | 0                | 18       | 0      | 1           | 0          |
| M. Rogan       | 4              | 0              | 1              | 0              | -                | -                | -                | -                | 4        | 0      | 1           | 0          |
| L. Storti      | 17             | 0              | 0              | 0              | 1                | 0                | 0                | 0                | 18       | 0      | 0           | 0          |
| É. Sumo        | 10             | 0              | 2              | 0              | -                | -                | -                | -                | 10       | 0      | 2           | 0          |
| C. Uchendu     | 6              | 0              | 0              | 0              | 2                | 0                | 0                | 0                | 8        | 0      | 0           | 0          |
| M. Uffren      | 18             | 1              | 4              | 0              | 2                | 0                | 0                | 0                | 20       | 1      | 4           | 0          |
| N. Vagre       | 13             | 1              | 0              | 0              | -                | -                | -                | -                | 13       | 1      | 0           | 0          |